# Малюр-м'якохвіст рудоголовий
Малюр-м'якохвіст рудоголовий (Stipiturus ruficeps) — вид горобцеподібних птахів з родини малюрових (Maluridae).

## Поширення
Ендемік Австралії. Поширений в посушливих внутрішніх районах півночі центральної Австралії від пустелі Сімпсон на південному сході та плато Барклі на північному сході до узбережжя Західної Австралії та Пілбари на північному заході. Також є ізольована популяція в південно-західній частині Квінсленду. Мешкає в лісистих саванах з підліском з Spinifex.

## Опис
Дрібний птах, завдовжки до 14 см. У нього дуже довгий хвіст, який сягає майже половини довжини тіла і тримається у вертикальному положенні. Оперення коричневого кольору, голова і шия іржаво-коричневі, а у самця горло і груди синього кольору.

## Спосіб життя
У сезон розмноження трапляється парами, поза сезоном — невеликими зграями до 8 птахів. Харчується комахами, рідше насінням. Будівництвом гнізда та насиджуванням яєць займається самиця. Гніздо закрите, кругле, з вхідним отвором збоку, розташовується у купині трави. Кладка складається з 2-3 яєць. Інкубація триває близько двох тижнів. Пташенята залишають гніздо у віці 10-12 днів.